# Литл-Лава
Литл-Лава (англ. Little Lava Lake) — озеро в США, находится в округе Дешут штата Орегон. Расположено в Каскадных горах на территории Национального леса Дешут[страница не указана 89 дней]. Площадь водного зеркала — 0,56 км² (138 акров). Лежит на высоте 1446 м над уровнем моря. Глубина достигает 6,1 м (20 футов). Является истоком реки Дешут.
Отделено от соседнего озера Лава застывшим лавовым потоком. Литл-Лава как и соседние озера образовалась после того, как потоки лавы с горы Бачелор изменили ландшафт местности. На озере распространён кемпинг, рядом с ним проходят пешие и верховые маршруты.

## Фауна
В озере водится радужная форель, ручьевая форель и туйский голавль. Размер пойманной форели нередко достигает до 43 см[страница не указана 89 дней].

## Известные события
В январе 1924 года возле озера произошло тройное убийство охотников, дело до сих пор не раскрыто.